# Câu lạc bộ bóng đá Hà Nội mùa bóng 2023
Mùa bóng 2023 là mùa giải thứ 18 trong lịch sử của câu lạc bộ bóng đá Hà Nội (Hà Nội FC) và là mùa thứ 15 liên tiếp đội bóng thi đấu tại V.League 1, giải bóng đá cấp độ cao nhất trong hệ thống giải đấu của bóng đá Việt Nam.
Đây cũng là mùa giải mà Hà Nội FC với tư cách là đương kim vô địch V.League 1 và Cúp quốc gia mùa 2022 cũng sẽ thi đấu tại trận đấu tranh Siêu cúp quốc gia 2022.

## Tiền mùa giải và giao hữu
Ngày 8 tháng 12 năm 2022, Hà Nội FC và huấn luyện viên trưởng Chun Jae-ho đã hoàn tất các thủ tục để đi đến thống nhất chấm dứt hợp đồng, nguyên nhân chính được cho là ông thầy Hàn Quốc chưa có bằng huấn luyện viên cấp Pro, điều kiện bắt buộc đối với huấn luyện viên trưởng các đội bóng tham dự AFC Champions League. Thời gian để hoàn thành khóa học và được cấp chứng chỉ Pro, mỗi huấn luyện viên cần ít nhất tối thiểu từ 1,5 năm trở lên. Như vậy, ông Chun chắc chắn không thể có bằng huấn luyện viên cấp Pro trước thời điểm khởi tranh AFC Champions League 2023–24, dự kiến diễn ra vào tháng 8 năm 2023.
Ngày 3 tháng 1 năm 2023, Hà Nội FC chính thức thông báo bổ nhiệm ông Božidar Bandović vào chức huấn luyện viên trưởng.
Ngày 6 tháng 1, Hà Nội FC xác nhận đội bóng sẽ tham dự Giải giao hữu Tứ hùng LienVietPostBank Cup diễn ra từ ngày 12 đến 16 tháng 1 trên sân vận động Hàng Đẫy. Giải đấu quy tụ 4 đội bóng gồm Hà Nội, Viettel, Công an Hà Nội và Hải Phòng, thi đấu theo hình thức vòng tròn tính điểm. Ở lượt trận đầu tiên, Hà Nội đã đánh bại Viettel với tỷ số 2–1 nhờ các bàn thắng của Vũ Minh Tuấn và Phạm Thành Lương. Ở lượt thứ 2, đội đã thua Công an Hà Nội với tỷ số 0–4, cả 4 bàn thắng đều được ghi ở hiệp 2. Ở lượt trận cuối, đội thắng tối thiểu trước Hải Phòng nhờ pha lập công của Lucão, cùng với việc Công an Hà Nội và Viettel bất phân thắng bại giúp Hà Nội FC lên ngôi vô địch giải Tứ hùng với 6 điểm hơn đội á quân Công an Hà Nội 1 điểm.
Ngày 18 tháng 1, Hà Nội FC tiếp tục công bố ông Srđan Stojčevski người Serbia làm trợ lý cho ông Bandović.
| 12 tháng 1 năm 2023 | Hà Nội                            | 2–1 | Viettel       | Đống Đa, Hà Nội                                |  |
| 15:30               | - Minh Tuấn 16' - Thành Lương 50' |     | Văn Khang 83' | Sân vận động: Hàng Đẫy Trọng tài: Trần Văn Lập |  |

| 14 tháng 1 năm 2023 | Hà Nội | 0–4 | Công an Hà Nội                                                       | Đống Đa, Hà Nội                                    |  |
| 18:30               |        |     | - Georgijević 51' - Tấn Tài 66' - Tsoumou 72' (ph.đ.) - Xuân Nam 84' | Sân vận động: Hàng Đẫy Trọng tài: Nguyễn Đình Thái |  |

| 16 tháng 1 năm 2023 | Hà Nội    | 1–0 | Hải Phòng | Đống Đa, Hà Nội                               |  |
| 15:30               | Lucão 58' |     |           | Sân vận động: Hàng Đẫy Trọng tài: Lê Đức Cảnh |  |

## Siêu cúp quốc gia
Hà Nội FC chính thức khởi đầu mùa giải 2023 với trận đấu tranh Siêu Cúp Quốc gia với Hải Phòng trên sân vận động Hàng Đẫy vào ngày 29 tháng 1 năm 2023. Đây cũng là trận ra mắt chính thức của tân huấn luyện viên Božidar Bandović. Với các bàn thắng của Lucão và Trần Văn Kiên, Hà Nội đã đánh bại Hải Phòng để giành Siêu Cúp Quốc gia 2022 đồng thời cũng trở thành câu lạc bộ giành nhiều Siêu Cúp Việt Nam nhất với 5 lần.
| 29 tháng 1 năm 2023 | Hà Nội                     | 2–0 | Hải Phòng | Đống Đa, Hà Nội                                                           |  |
| 17:00               | - Lucão 26' - Văn Kiên 76' |     |           | Sân vận động: Hàng Đẫy Lượng khán giả: 10.000 Trọng tài: Nguyễn Đình Thái |  |

## Giải vô địch quốc gia
Lịch thi đấu Giải bóng đá Vô địch Quốc gia 2023 được công bố vào ngày 26 tháng 12 năm 2022. Ở vòng đầu tiên, Hà Nội FC gặp Viettel vào ngày 5 tháng 2, Nguyễn Văn Quyết mở tỷ số trên chấm phạt đền trước khi cầu thủ vào sân thay người là Trần Danh Trung gỡ hòa cho Viettel trong những phút cuối cùng của trận đấu. Bốn ngày sau, Hà Nội có chiến thắng đầu tiên khi đánh bại Công an Hà Nội với tỷ số 2–0, đội trưởng Văn Quyết tiếp tục tỏa sáng với một cú đúp bàn thắng. Ở vòng 3, đội bóng có chiến thắng kịch tính 3–2 trong chuyến làm khách trên sân của Hồng Lĩnh Hà Tĩnh, trước khi có trận hòa không bàn thắng với Đông Á Thanh Hóa ở sân Hàng Đẫy. Sau 4 vòng đấu đầu tiên, Hà Nội bất bại với 2 trận thắng và 2 trận hòa trước khi giải đấu phải tạm nghỉ hơn một tháng.
Câu lạc bộ trở lại thi đấu vào ngày 8 tháng 4 với chiến thắng 3–1 ngay trên sân của Thành phố Hồ Chí Minh, đồng thời cũng vươn lên vị trí dẫn đầu bảng xếp hạng. Vòng 6, Hà Nội tiếp tục thắng Hải Phòng với tỷ số 3–0. Đội trưởng Văn Quyết lập một cú đúp, qua đó anh chính thức cán mốc 100 bàn thắng tại V.League 1, tất cả đều được ghi trong màu áo Hà Nội. Ngày 17 tháng 4, Hà Nội FC nhận thất bại đầu tiên của mùa giải khi để thua 1–3 trước Topenland Bình Định ở vòng 7, Rafaelson lập một cú hat-trick cho đội chủ nhà, bàn thắng duy nhất của Hà Nội được ghi bởi Lucão. Sau trận đấu, đội trưởng Văn Quyết đã nhận thẻ đỏ từ trọng tài chính Nguyễn Mạnh Hải sau khi có phản ứng với trợ lý trọng tài Nguyễn Lê Nguyên Thành. Theo báo cáo của tổ trọng tài gửi giám sát trận đấu, Văn Quyết có tác động vật lý tới ông Nguyên Thành nhưng mức độ không quá nghiêm trọng. Ngày 21 tháng 4, ban kỷ luật của VFF đã ra án phạt "treo giò" Văn Quyết 8 trận và phạt 40 triệu đồng do có hành vi xâm phạm thân thể trọng tài. Ngày 22 tháng 4, Hà Nội FC gửi đơn khiếu nại về án kỷ luật của Văn Quyết. Tuy nhiên, án phạt của Quyết vẫn được giữ nguyên.
Trở lại quãng nghỉ dành cho SEA Games 32 tại Campuchia, Hà Nội thiếu đội trưởng Văn Quyết đã có chuỗi 3 trận liên tiếp không thắng gồm 2 trận hòa cùng tỷ số 1–1 với 2 đội xếp cuối bảng xếp hạng là SHB Đà Nẵng và Becamex Bình Dương, cùng trận thua tối thiếu trên sân của Hoàng Anh Gia Lai. Vào tháng 6, câu lạc bộ có 2 chiến thắng liên tiếp trước Thép Xanh Nam Định và Khánh Hòa. Sau đó, là trận thua 1–0 trước Sông Lam Nghệ An ngay tại sân nhà Hàng Đẫy vào ngày 2 tháng 7. Kết thúc giai đoạn 1 của mùa giải, câu lạc bộ Hà Nội xếp vị trí thứ 3 với 22 điểm và gia nhập nhóm đua vô địch ở giai đoạn 2.

### Các trận đấu
Thắng
  Hòa
  Thua
  Chưa thi đấu
Giai đoạn 1
| 5 tháng 2 năm 2023 1 - GĐ1 | Viettel        | 1–1      | Hà Nội                | Đống Đa, Hà Nội                                                         |  |
| 19:15                      | Danh Trung 86' | Chi tiết | Văn Quyết 69' (ph.đ.) | Sân vận động: Hàng Đẫy Lượng khán giả: 5.000 Trọng tài: Nguyễn Mạnh Hải |  |

| 9 tháng 2 năm 2023 2 - GĐ1 | Hà Nội             | 2–0      | Công an Hà Nội | Đống Đa, Hà Nội                                                           |  |
| 19:15                      | Văn Quyết 71', 82' | Chi tiết |                | Sân vận động: Hàng Đẫy Lượng khán giả: 14.000 Trọng tài: Nguyễn Đình Thái |  |

| 13 tháng 2 năm 2023 3 - GĐ1 | Hồng Lĩnh Hà Tĩnh | 2–3      | Hà Nội                                         | Thành phố Hà Tĩnh, Hà Tĩnh                                        |  |
| 18:00                       | Diallo 11', 56'   | Chi tiết | - Văn Quyết 15' - Hùng Dũng 23' - Duy Mạnh 50' | Sân vận động: Hà Tĩnh Lượng khán giả: 5.000 Trọng tài: Lê Vũ Linh |  |

| 17 tháng 2 năm 2023 4 - GĐ1 | Hà Nội | 0–0      | Đông Á Thanh Hóa | Đống Đa, Hà Nội                                                         |  |
| 19:15                       |        | Chi tiết |                  | Sân vận động: Hàng Đẫy Lượng khán giả: 8.000 Trọng tài: Trần Đình Thịnh |  |

| 8 tháng 4 năm 2023 5 - GĐ1 | Thành phố Hồ Chí Minh | 1–3      | Hà Nội                                             | Quận 10, Thành phố Hồ Chí Minh                                             |  |
| 19:15                      | Mansaray 46'          | Chi tiết | - Lucão 38' - Tuấn Hải 50' - Campbell 90+3' (l.n.) | Sân vận động: Thống Nhất Lượng khán giả: 5.000 Trọng tài: Nguyễn Đình Thái |  |

| 13 tháng 4 năm 2023 6 - GĐ1 | Hà Nội                                  | 3–0      | Hải Phòng | Đống Đa, Hà Nội                                                          |  |
| 19:15                       | - Văn Quyết 2' (ph.đ.), 37' - Lucão 80' | Chi tiết |           | Sân vận động: Hàng Đẫy Lượng khán giả: 6.000 Trọng tài: Nguyễn Viết Duẩn |  |

| 17 tháng 4 năm 2023 7 - GĐ1 | Topenland Bình Định               | 3–1      | Hà Nội    | Quy Nhơn, Bình Định                                                     |  |
| 18:00                       | Rafaelson 44', 62' (ph.đ.), 90+4' | Chi tiết | Lucão 49' | Sân vận động: Quy Nhơn Lượng khán giả: 6.500 Trọng tài: Nguyễn Mạnh Hải |  |

| 22 tháng 5 năm 2023 8 - GĐ1 | Hà Nội       | 1–1      | SHB Đà Nẵng       | Đống Đa, Hà Nội                                                       |  |
| 19:15                       | Tuấn Hải 11' | Chi tiết | Marcão 44' (l.n.) | Sân vận động: Hàng Đẫy Lượng khán giả: 5.000 Trọng tài: Trần Ngọc Nhớ |  |

| 27 tháng 5 năm 2023 9 - GĐ1 | Becamex Bình Dương | 1–1      | Hà Nội       | Thủ Dầu Một, Bình Dương                                                    |  |
| 17:00                       | Tiến Linh 73'      | Chi tiết | Văn Tùng 82' | Sân vận động: Bình Dương Lượng khán giả: 3.500 Trọng tài: Hoàng Thanh Bình |  |

| 31 tháng 5 năm 2023 10 - GĐ1 | Hoàng Anh Gia Lai | 1–0      | Hà Nội | Pleiku, Gia Lai                                                    |  |
| 17:00                        | Paollo 6' (ph.đ.) | Chi tiết |        | Sân vận động: Pleiku Lượng khán giả: 6.000 Trọng tài: Trần Văn Lập |  |

| 4 tháng 6 năm 2023 11 - GĐ1 | Hà Nội       | 1–0      | Thép xanh Nam Định | Đống Đa, Hà Nội                                                          |  |
| 19:15                       | Tuấn Hải 42' | Chi tiết |                    | Sân vận động: Hàng Đẫy Lượng khán giả: 5.000 Trọng tài: Nguyễn Đình Thái |  |

| 23 tháng 6 năm 2023 12 - GĐ1 | Khánh Hòa      | 1–2      | Hà Nội                        | Nha Trang, Khánh Hòa                                                 |  |
| 17:00                        | Công Thành 64' | Chi tiết | - Tuấn Hải 39' - Duy Mạnh 81' | Sân vận động: 19 tháng 8 Lượng khán giả: 6.500 Trọng tài: Lê Vũ Linh |  |

| 2 tháng 7 năm 2023 13 - GĐ1 | Hà Nội | 0–1      | Sông Lam Nghệ An | Đống Đa, Hà Nội                                                      |  |
| 17:00                       |        | Chi tiết | Xuân Tiến 62'    | Sân vận động: Hàng Đẫy Lượng khán giả: 9.000 Trọng tài: Trần Văn Lập |  |

Giai đoạn 2 (Nhóm tranh vô địch)
| 17 tháng 7 năm 2023 1 - GĐ2 | Hà Nội                             | 4–2      | Topenland Bình Định          | Đống Đa, Hà Nội                                                      |  |
| 19:15                       | Caion 58', 65', 90+5' · Văn Vĩ 83' | Chi tiết | Rafaelson 44' · Tiến Đạt 73' | Sân vận động: Hàng Đẫy Lượng khán giả: 4.500 Trọng tài: Vũ Nguyên Vũ |  |

| 22 tháng 7 năm 2023 2 - GĐ2 | Hồng Lĩnh Hà Tĩnh          | 2–2      | Hà Nội                    | Thành phố Hà Tĩnh, Hà Tĩnh                                           |  |
| 18:00                       | Diallo 13' · Trung Học 39' | Chi tiết | Marcão 4' · Văn Quyết 34' | Sân vận động: Hà Tĩnh Lượng khán giả: 5.000 Trọng tài: Trần Ngọc Nhớ |  |

| 28 tháng 7 năm 2023 3 - GĐ2 | Hà Nội       | 1–0      | Thép Xanh Nam Định | Đống Đa, Hà Nội                                                    |  |
| 19:15                       | Tuấn Hải 16' | Chi tiết |                    | Sân vận động: Hàng Đẫy Lượng khán giả: 8.000 Trọng tài: Lê Vũ Linh |  |

| 2 tháng 8 năm 2023 4 - GĐ2 | Hà Nội                                   | 3–1      | Hải Phòng           | Đống Đa, Hà Nội                                                       |  |
| 19:15                      | Caion 20', 90' · Văn Quyết 45+4' (ph.đ.) | Chi tiết | Hữu Sơn 34' (ph.đ.) | Sân vận động: Hàng Đẫy Lượng khán giả: 8.000 Trọng tài: Mai Xuân Hùng |  |

| 6 tháng 8 năm 2023 5 - GĐ2 | Công an Hà Nội   | 2–1      | Hà Nội       | Đống Đa, Hà Nội                                                               |  |
| 19:15                      | Gustavo 16', 47' | Chi tiết | Jevtović 23' | Sân vận động: Hàng Đẫy Lượng khán giả: 14.000 Trọng tài: Songkran Bunmeekiart |  |

| 12 tháng 8 năm 2023 6 - GĐ2 | Đông Á Thanh Hóa | –        | Hà Nội | Thành phố Thanh Hóa, Thanh Hóa |  |
| 19:15                       |                  | Chi tiết |        | Sân vận động: Thanh Hóa        |  |

| 27 tháng 8 năm 2023 7 - GĐ2 | Hà Nội | –        | Viettel | Nam Từ Liêm, Hà Nội   |  |
| 19:15                       |        | Chi tiết |         | Sân vận động: Mỹ Đình |  |

### Bảng xếp hạng
| VT | Đội                | ST | T  | H | B | BT | BB | HS  | Đ  | Giành quyền tham dự                                                 |
| -- | ------------------ | -- | -- | - | - | -- | -- | --- | -- | ------------------------------------------------------------------- |
| 1  | Công an Hà Nội (C) | 20 | 11 | 5 | 4 | 39 | 21 | +18 | 38 | Tham dự vòng bảng Giải vô địch bóng đá các câu lạc bộ ASEAN 2024–25 |
| 2  | Hà Nội             | 20 | 11 | 5 | 4 | 35 | 22 | +13 | 38 |                                                                     |
| 3  | Viettel            | 20 | 8  | 8 | 4 | 23 | 17 | +6  | 32 |                                                                     |

| Tổng thể | Tổng thể | Tổng thể | Tổng thể | Tổng thể | Tổng thể | Tổng thể | Tổng thể | Sân nhà | Sân nhà | Sân nhà | Sân nhà | Sân nhà | Sân nhà | Sân khách | Sân khách | Sân khách | Sân khách | Sân khách | Sân khách |
| ST       | T        | H        | B        | BT       | BB       | HS       | Đ        | T       | H       | B       | BT      | BB      | HS      | T         | H         | B         | BT        | BB        | HS        |
| -------- | -------- | -------- | -------- | -------- | -------- | -------- | -------- | ------- | ------- | ------- | ------- | ------- | ------- | --------- | --------- | --------- | --------- | --------- | --------- |
| 18       | 9        | 5        | 4        | 29       | 19       | +10      | 32       | 6       | 2       | 1       | 15      | 5       | +10     | 3         | 3         | 3         | 14        | 14        | 0         |

## Cúp quốc gia
Với tư cách là đương kim vô địch, Hà Nội FC được đặt cách không phải thi đấu vòng loại và sẽ bắt đầu Cúp quốc gia 2023 từ vòng 1/8. Lế bốc thăm được diễn ra vào ngày 22 tháng 3. Ngày 1 tháng 4, đối thủ của Hà Nội FC đã được xác định là Viettel, sau khi đội bóng này vượt qua Bình Thuận ở vòng loại. Lịch thi đấu vòng 1/8 được VPF công bố vào ngày 19 tháng 4, Hà Nội và Viettel sẽ thi đấu vào ngày 6 tháng 7. Ngày 6 tháng 7, Hà Nội FC đã bị Viettel đánh bại với tỷ số 2–1, qua đó trở thành cựu vương của giải.
| 6 tháng 7 năm 2023 Vòng 1/8 | Hà Nội       | 1–2      | Viettel                              | Đống Đa, Hà Nội                                                          |  |
| 19:15                       | Tuấn Hải 31' | Chi tiết | - Hoàng Đức 14' - Jeferson Elías 77' | Sân vận động: Hàng Đẫy Lượng khán giả: 4.000 Trọng tài: Hoàng Thanh Bình |  |

## Thống kê mùa giải
Tính đến ngày 28 tháng 7 năm 2023

### Thống kê tổng thể
| Giải đấu          | Trận đấu đầu tiên | Trận đấu cuối cùng | Vòng đấu mở màn | Vị trí chung cuộc | Thành tích | Thành tích | Thành tích | Thành tích | Thành tích | Thành tích | Thành tích | Thành tích |
| Giải đấu          | Trận đấu đầu tiên | Trận đấu cuối cùng | Vòng đấu mở màn | Vị trí chung cuộc | ST         | T          | H          | B          | BT         | BB         | HS         | % thắng    |
| ----------------- | ----------------- | ------------------ | --------------- | ----------------- | ---------- | ---------- | ---------- | ---------- | ---------- | ---------- | ---------- | ---------- |
| V.League 1        | 5 tháng 2, 2023   | —                  | Vòng 1          |                   | 18         | 9          | 5          | 4          | 29         | 19         | +10        | 050,00     |
| Cúp Quốc gia      | 6 tháng 7, 2023   | 6 tháng 7, 2023    | Vòng 1/8        | Vòng 1/8          | 1          | 0          | 0          | 1          | 1          | 2          | −1         | 000,00     |
| Siêu cúp Quốc gia | 21 tháng 1, 2023  | 21 tháng 1, 2023   | Chung kết       | Vô địch           | 1          | 1          | 0          | 0          | 2          | 0          | +2         | 100,00     |
| Tổng cộng         | Tổng cộng         | Tổng cộng          | Tổng cộng       | Tổng cộng         | 20         | 10         | 5          | 5          | 32         | 21         | +11        | 050,00     |

Cập nhật lần cuối: 22 tháng 7, 2023
Nguồn: Soccerway

### Thống kê cầu thủ
| Số áo | Vị trí | Cầu thủ             | V.League 1 | V.League 1 | Cúp Quốc gia | Cúp Quốc gia | Siêu cúp | Siêu cúp | Tổng cộng | Tổng cộng |
| Số áo | Vị trí | Cầu thủ             | Trận       | Bàn        | Trận         | Bàn          | Trận     | Bàn      | Trận      | Bàn       |
| ----- | ------ | ------------------- | ---------- | ---------- | ------------ | ------------ | -------- | -------- | --------- | --------- |
| 1     | TM     | Bùi Tấn Trường      | 15(0)      | 0          | 1(0)         | 0            | 1(0)     | 0        | 17(0)     | 0         |
| 2     | HV     | Đỗ Duy Mạnh         | 13(0)      | 2          | 1(0)         | 0            | 1(0)     | 0        | 15(0)     | 2         |
| 6     | TV     | Vũ Minh Tuấn        | 2(4)       | 0          | 0(1)         | 0            | 0        | 0        | 2(5)      | 0         |
| 8     | TV     | Đậu Văn Toàn        | 4(4)       | 0          | 0            | 0            | 0(1)     | 0        | 4(5)      | 0         |
| 9     | TĐ     | Phạm Tuấn Hải       | 12(4)      | 5          | 1(0)         | 1            | 0(1)     | 0        | 13(5)     | 6         |
| 10    | TĐ     | Nguyễn Văn Quyết    | 9(0)       | 7          | 0            | 0            | 1(0)     | 0        | 10(0)     | 7         |
| 11    | TV     | Phạm Thành Lương    | 1(3)       | 0          | 0            | 0            | 0        | 0        | 1(3)      | 0         |
| 13    | HV     | Trần Văn Kiên       | 9(4)       | 0          | 1(0)         | 0            | 1(0)     | 1        | 11(4)     | 1         |
| 14    | TV     | Nguyễn Hai Long     | 3(7)       | 0          | 0(1)         | 0            | 0        | 0        | 3(8)      | 0         |
| 15    | HV     | Nguyễn Đức Anh      | 5(1)       | 0          | 1(0)         | 0            | 0        | 0        | 6(1)      | 0         |
| 16    | HV     | Nguyễn Thành Chung  | 10(1)      | 0          | 0            | 0            | 1(0)     | 0        | 11(1)     | 0         |
| 17    | TĐ     | Caion               | 4(1)       | 3          | 1(0)         | 0            | 0        | 0        | 5(1)      | 3         |
| 18    | TM     | Nguyễn Văn Công     | 0          | 0          | 0            | 0            | 0        | 0        | 0         | 0         |
| 19    | TV     | Nguyễn Văn Trường   | 2(4)       | 0          | 0(1)         | 0            | 0        | 0        | 2(5)      | 0         |
| 20    | HV     | Bùi Hoàng Việt Anh  | 16(0)      | 0          | 1(0)         | 0            | 1(0)     | 0        | 18(0)     | 0         |
| 22    | TV     | Mạch Ngọc Hà        | 1(2)       | 0          | 0            | 0            | 0(1)     | 0        | 1(3)      | 0         |
| 24    | HV     | Vũ Văn Sơn          | 0(1)       | 0          | 0            | 0            | 0        | 0        | 0(1)      | 0         |
| 25    | TĐ     | Lê Xuân Tú          | 3(3)       | 0          | 0            | 0            | 0(1)     | 0        | 3(4)      | 0         |
| 27    | HV     | Vũ Tiến Long        | 3(6)       | 0          | 0            | 0            | 0        | 0        | 3(6)      | 0         |
| 30    | TV     | Nguyễn Trung Thành  | 0          | 0          | 0            | 0            | 0        | 0        | 0         | 0         |
| 33    | TĐ     | Milan Jevtović      | 3(0)       | 0          | 1(0)         | 0            | 0        | 0        | 4(0)      | 0         |
| 37    | TM     | Quan Văn Chuẩn      | 1(0)       | 0          | 0            | 0            | 0        | 0        | 1(0)      | 0         |
| 45    | HV     | Lê Văn Xuân         | 4(3)       | 0          | 0(1)         | 0            | 0        | 0        | 4(4)      | 0         |
| 52    | HV     | Nguyễn Văn Vĩ       | 8(5)       | 1          | 1(0)         | 0            | 1(0)     | 0        | 11(5)     | 1         |
| 65    | TV     | Trần Văn Đạt        | 0          | 0          | 0            | 0            | 0        | 0        | 0         | 0         |
| 66    | HV     | Nguyễn Văn Dũng     | 0          | 0          | 0            | 0            | 0        | 0        | 0         | 0         |
| 74    | TV     | Trương Văn Thái Quý | 2(2)       | 0          | 0            | 0            | 1(0)     | 0        | 3(2)      | 0         |
| 77    | TV     | Marcão Silva        | 11(0)      | 1          | 0            | 0            | 0        | 0        | 11(0)     | 1         |
| 88    | TV     | Đỗ Hùng Dũng        | 12(0)      | 1          | 1(0)         | 0            | 1(0)     | 0        | 14(0)     | 1         |
| 89    | TĐ     | Nguyễn Văn Tùng     | 3(6)       | 1          | 0(1)         | 0            | 0        | 0        | 3(7)      | 1         |
| 99    | TĐ     | Mirlan Murzaev      | 2(0)       | 0          | 1(0)         | 0            | 0        | 0        | 3(0)      | 0         |
| –     | TĐ     | William Henrique    | 6(1)       | 0          | 0            | 0            | 1(0)     | 0        | 7(1)      | 0         |
| –     | TĐ     | Lucão do Break      | 10(1)      | 3          | 0            | 0            | 1(0)     | 1        | 11(1)     | 4         |

### Cầu thủ ghi bàn
| #                                | Cầu thủ                          | V.League 1 | Cúp Quốc gia | Siêu cúp | Tổng cộng |
| -------------------------------- | -------------------------------- | ---------- | ------------ | -------- | --------- |
| 1                                | Nguyễn Văn Quyết                 | 7          | 0            | 0        | 7         |
| 2                                | Phạm Tuấn Hải                    | 5          | 1            | 0        | 6         |
| 3                                | Lucão do Break                   | 3          | 0            | 1        | 4         |
| 4                                | Caion                            | 3          | 0            | 0        | 3         |
| 5                                | Đỗ Duy Mạnh                      | 2          | 0            | 0        | 2         |
| 6                                | Trần Văn Kiên                    | 0          | 0            | 1        | 1         |
| 6                                | Nguyễn Văn Vĩ                    | 1          | 0            | 0        | 1         |
| 6                                | Marcão Silva                     | 1          | 0            | 0        | 1         |
| 6                                | Đỗ Hùng Dũng                     | 1          | 0            | 0        | 1         |
| 6                                | Nguyễn Văn Tùng                  | 1          | 0            | 0        | 1         |
| Cầu thủ đối phương phản lưới nhà | Cầu thủ đối phương phản lưới nhà | 1          | 0            | 0        | 1         |

### Cầu thủ kiến tạo
| # | Cầu thủ          | V.League 1 | Cúp Quốc gia | Siêu cúp | Tổng cộng |
| - | ---------------- | ---------- | ------------ | -------- | --------- |
| 1 | Nguyễn Văn Quyết | 4          | 0            | 1        | 5         |
| 2 | Phạm Tuấn Hải    | 4          | 0            | 0        | 4         |
| 2 | Nguyễn Hai Long  | 3          | 0            | 0        | 3         |
| 3 | William Henrique | 1          | 0            | 1        | 2         |
| 3 | Lucão do Break   | 2          | 0            | 0        | 2         |
| 3 | Lê Xuân Tú       | 2          | 0            | 0        | 2         |
| 3 | Trần Văn Kiên    | 1          | 1            | 0        | 2         |
| 4 | Đậu Văn Toàn     | 1          | 0            | 0        | 1         |
| 4 | Vũ Minh Tuấn     | 1          | 0            | 0        | 1         |
| 4 | Đỗ Duy Mạnh      | 1          | 0            | 0        | 1         |
| 4 | Phạm Thành Lương | 1          | 0            | 0        | 1         |
| 4 | Bùi Tấn Trường   | 1          | 0            | 0        | 1         |

### Thẻ phạt
| Cầu thủ             | Số áo    | Vị trí   | V.League 1 | V.League 1 | Cúp Quốc gia | Cúp Quốc gia | Siêu cúp | Siêu cúp | Tổng cộng | Tổng cộng |
| Cầu thủ             | Số áo    | Vị trí   | Thẻ vàng   | Thẻ đỏ     | Thẻ vàng     | Thẻ đỏ       | Thẻ vàng | Thẻ đỏ   | Thẻ vàng  | Thẻ đỏ    |
| ------------------- | -------- | -------- | ---------- | ---------- | ------------ | ------------ | -------- | -------- | --------- | --------- |
| Đỗ Duy Mạnh         | 2        | HV       | 0          | 0          | 0            | 0            | 1        | 0        | 1         | 0         |
| Vũ Minh Tuấn        | 6        | TV       | 1          | 0          | 0            | 0            | 0        | 0        | 1         | 0         |
| Đậu Văn Toàn        | 8        | TV       | 1          | 0          | 0            | 0            | 0        | 0        | 1         | 0         |
| Phạm Tuấn Hải       | 9        | TĐ       | 2          | 0          | 0            | 0            | 0        | 0        | 2         | 0         |
| Nguyễn Văn Quyết    | 10       | TĐ       | 0          | 1          | 0            | 0            | 0        | 0        | 0         | 1         |
| Phạm Thành Lương    | 11       | TV       | 2          | 0          | 0            | 0            | 0        | 0        | 2         | 0         |
| Trần Văn Kiên       | 13       | HV       | 2          | 0          | 0            | 0            | 1        | 0        | 3         | 0         |
| Nguyễn Hai Long     | 14       | TV       | 2          | 0          | 0            | 0            | 0        | 0        | 2         | 0         |
| Nguyễn Đức Anh      | 15       | TV       | 1          | 0          | 0            | 0            | 0        | 0        | 1         | 0         |
| Nguyễn Thành Chung  | 16       | HV       | 3          | 0          | 0            | 0            | 0        | 0        | 3         | 0         |
| Caion               | 17       | TĐ       | 1          | 0          | 0            | 0            | 0        | 0        | 1         | 0         |
| Lê Xuân Tú          | 25       | TĐ       | 2          | 0          | 0            | 0            | 0        | 0        | 2         | 0         |
| Bùi Hoàng Việt Anh  | 20       | HV       | 2          | 0          | 0            | 0            | 0        | 0        | 2         | 0         |
| Milan Jevtović      | 33       | TĐ       | 1          | 0          | 0            | 0            | 0        | 0        | 1         | 0         |
| Quan Văn Chuẩn      | 37       | TM       | 1          | 0          | 0            | 0            | 0        | 0        | 1         | 0         |
| Lê Văn Xuân         | 45       | HV       | 1          | 0          | 0            | 0            | 0        | 0        | 1         | 0         |
| Nguyễn Văn Vĩ       | 52       | HV       | 1          | 0          | 0            | 0            | 0        | 0        | 1         | 0         |
| Trương Văn Thái Quý | 74       | TV       | 2          | 0          | 0            | 0            | 0        | 0        | 2         | 0         |
| Marcão Silva        | 77       | TV       | 2          | 0          | 0            | 0            | 0        | 0        | 2         | 0         |
| Lucão do Break      | –        | TĐ       | 1          | 0          | 0            | 0            | 0        | 0        | 1         | 0         |
| Toàn đội            | Toàn đội | Toàn đội | 28         | 1          | 0            | 0            | 2        | 0        | 30        | 1         |

### Thủ môn
| Số áo | Cầu thủ         | Số trận ra sân | Số bàn thua | Số bàn thua/trận | Số trận giữ sạch lưới | Tỷ lệ giữ sạch lưới |
| ----- | --------------- | -------------- | ----------- | ---------------- | --------------------- | ------------------- |
| 1     | Bùi Tấn Trường  | 17             | 16          | 0.94             | 6                     | 35.29%              |
| 18    | Nguyễn Văn Công | 0              | 0           | —                | 0                     | 0%                  |
| 37    | Quan Văn Chuẩn  | 1              | 3           | 3.00             | 0                     | 0%                  |

## Các giải thưởng

### Giải thưởng tháng
Cầu thủ xuất sắc nhất tháng của V.League 1
- Tháng 2 – Nguyễn Văn Quyết[31]

## Chuyển nhượng

### Chuyển đến
| # | Ngày                    | VT | Cầu thủ          | Từ                   | Phí                 | Ref.   |
| - | ----------------------- | -- | ---------------- | -------------------- | ------------------- | ------ |
| 1 | 17 tháng 1 năm 2023     | TV | William Henrique | Chuyển nhượng tự do  | Chuyển nhượng tự do | [ 32 ] |
| 2 | 1 tháng 2 năm 2023      | TV | Marcão Silva     | Cuiabá Esporte Clube | Tự do               | [ 33 ] |
| 3 | 24 tháng 6 năm 2023     | TĐ | Caion            | Kuala Lumpur City    | Tự do               | [ 34 ] |
| 4 | 27 tháng 6 năm năm 2023 | TĐ | Mirlan Murzaev   | Mohammedan SC        | Tự do               | [ 35 ] |
| 5 | 30 tháng 6 năm năm 2023 | TĐ | Milan Jevtović   | Odds BK              | Không được tiết lộ  | [ 36 ] |

### Rời đi
| #  | Ngày                 | VT | Cầu thủ          | Đến                 | Phí                 | Ref.   |
| -- | -------------------- | -- | ---------------- | ------------------- | ------------------- | ------ |
| 1  | 3 tháng 12 năm 2022  | HV | Huỳnh Tấn Sinh   | Hết hạn mượn        | Hết hạn mượn        |        |
| 2  | 5 tháng 12 năm 2022  | TV | Tonći Mujan      | Hết hạn hợp đồng    | Hết hạn hợp đồng    | [ 37 ] |
| 3  | 5 tháng 12 năm 2022  | TĐ | Vladimir Silađi  | Hết hạn hợp đồng    | Hết hạn hợp đồng    | [ 37 ] |
| 4  | 10 tháng 12 năm 2022 | TV | Phạm Đức Huy     | Nam Định            | Tự do               | [ 38 ] |
| 5  | 10 tháng 1 năm 2023  | HV | Đặng Văn Tới     | Hải Phòng           | Tự do               | [ 39 ] |
| 6  | 12 tháng 1 năm 2023  | TĐ | Josip Ivančić    | Lampang FC          | Tự do               |        |
| 7  | 13 tháng 1 năm 2023  | TV | Nguyễn Tuấn Anh  | Hải Phòng           | Tự do               | [ 40 ] |
| 8  | 14 tháng 1 năm 2023  | HV | Đoàn Văn Hậu     | Công an Hà Nội      | Tự do               | [ 41 ] |
| 9  | 17 tháng 1 năm 2023  | HV | Nguyễn Văn Minh  | Hải Phòng           | Tự do               |        |
| 10 | 1 tháng 3 năm 2023   | TM | Phí Minh Long    | PVF-CAND            | Cho mượn            |        |
| 11 | 1 tháng 3 năm 2023   | TV | Ngô Đức Hoàng    | PVF-CAND            | Cho mượn            |        |
| 12 | 15 tháng 6 năm 2023  | TĐ | Lucão do Break   | SHB Đà Nẵng         | Tự do               | [ 42 ] |
| 13 | 20 tháng 6 năm 2023  | TĐ | William Henrique | Giải phóng hợp đồng | Giải phóng hợp đồng | [ 43 ] |